# Baptême (folklore étudiant)
Pour les articles homonymes, voir Baptême (homonymie).
Le baptême est le nom du bizutage dans le milieu estudiantin des institutions d'enseignement supérieur de Belgique. C'est une cérémonie initiatique qui permet, au nouvel étudiant (appelé bleu) de passer de ce statut à celui de baptisé (aussi appelé poil pour les hommes, plume pour les femmes. Certains cercles introduisent le titre d'écaille pour les participants non-binaires). De manière générale, le terme de baptême ne doit pas être confondu toutes les activités de préparation au baptême, dans ce cas on parlera de bleusailles. Les baptêmes sont organisés par des comités de baptême, qui ne peuvent être dirigés que par des étudiants baptisés. L'intérêt principal mis en avant par les partisans du baptême est l'intégration rapide des nouveaux arrivants à la faculté moyennant des activités festives.
Le baptême est fait sur une base volontaire. En 2021, la proportion des baptisés parmi les étudiants est estimée de 5% à 45% selon les facultés.
Le baptême est généralement organisé par les étudiants de l'école ou du cercle facultaire et diffère d'après l'université, la haute école dans laquelle il a lieu, voire dans le lieu où il vit dans certains cas. Le « baptême » est à distinguer du simple bizutage de par sa forte connotation folklorique.
Des dérives et des incidents sont rapportés par les médias chaque année, incluant des discriminations, humiliations, des agressions sexuelles, et des mauvais traitements ou accidents pouvant conduire au coma, ou décès,,,.

## Les épreuves
Les modalités varient d'un établissement à l'autre. On trouve notamment des différences notables entre les instituts supérieurs et les universités, ainsi qu'entre les étudiants d'obédience catholique et ceux du laïque. De plus, chaque président de baptême tente de laisser son "coup de griffe". Un ensemble d'activités initiatiques sont proposées aux bleus et bleues,, les épreuves vécues en commun étant censées solidariser le groupe.
Par tradition, le déroulement des activités de baptême n'est ni annoncé, ni raconté à ceux qui ne les ont pas vécues. Plusieurs raisons propres à l'acte initiatique y concourent : 
- l'appréhension fait partie de l'expérience, du fait de l'ignorance préalable du contenu des épreuves ;
- le déroulement du baptême proprement dit varie d'un comité à l'autre et d'une année à l'autre ;
- par tradition, les activités ne sont pas communiquées aux bleus ni aux non baptisés, cependant cela semble évoluer, notamment à cause d'Internet;
- certaines activités peuvent être considérées comme dégradantes, humiliantes ou voire illégales, ce qui ferait courir un risque aux organisateurs[5].

### Activités courantes
- Accueil
- Parrainage ou Achat : soirée où le bleu est associé à un ou plusieurs parrains/marraines
- La remise des carnets de bleus : trace écrite des activités du baptême (mot du président, règles à suivre, chants, etc.)
- Les travaux pratiques (TP) guindailles ou les répétition de chants folkloriques
- Le rallye-café ou rallye-chopes : tour des différents cafés ou cercles
- Les souper bleus : réunions entre bleus et baptisés en dehors des Bleusailles
- Le grand baptême : dernière soirée comprenant un parcours spécifique à chaque faculté que doit effectuer le bleu, qui conditionne l'obtention du diplôme de baptisé
- Le roi des bleus: concours d'à-fonds désignant le (la) meilleur(e) buveur(-se) de bière.

Auxquelles peuvent s'ajouter éventuellement selon les comités :
- Intronisation
- La descente d'auditoire
- Le pique-nique inter-facultaire
- Le jugement final ou l'emballage

Cette liste n'est ni exhaustive ni typique. Certaines de ces activités n'existent pas du tout selon le comité ou l'année, et sont primordiales dans un autre.

### Spécificités locales
Selon les comités, villes et années, certaines spécificités sont différentes:
- les universités laïques ont une penne et les catholiques une calotte ;
- les universités catholiques préconisent un baptême plus intimiste.
- alors qu'un cercle peut considérer que "si on survit à l'accueil, le baptême n'est plus qu'une formalité"; un autre se fera un point d'honneur un baptême beaucoup plus intense que toutes les étapes précédentes ;
- le jugement et l'emballage, inconnus voici quinze ans, constituent des moments forts dans certaines facultés ;
- par contre dans d'autres facultés, le rallye-café peut tomber en désuétude ;
- la tonsure, le rasage du pubis et/ou le « picratage » seront volontaires chez l'un, obligatoires chez l'autre, voire carrément absents ;
- l'abord de la nudité est obligatoire dans certaines épreuves de certains comités, facultatif dans d'autres. La charte de certains baptêmes l'interdit (à l'UCLouvain[13] et à l'Université Saint-Louis - Bruxelles).

### Liège
À Liège, l'AGEL encadre les activités de tous les comité de baptême, mis à part celui de la faculté de médecine vétérinaire, encadré par la Société générale des étudiants en médecine vétérinaire ainsi que le comité de baptême de Gembloux (faisant partie de l'Université de Liège). Une charte a été édictée pour encadrer les baptêmes.
- Lors du parrainage, le bleu est mis aux enchères par son comité de baptême, et il sera acheté en bières (bues par À-fond) par un ou plusieurs baptisés, qui deviendront ses parrains et marraines.
- Le rallye-chopes est présent dans l'ensemble des baptêmes, et constitue pour les bleus une découverte de la ville de Liège et de nombreux cafés du Carré (sauf dans le baptême de la faculté de médecine vétérinaire).
- Le bleu est baptisé au nom de Bacchus et Gambrinus
- La remise de diplôme coïncide souvent avec la remise de penne
- Un comité comprend cet ordre hiérarchique : togés ou capés (qui occupent des rôles d'organisation), assistants, baptisés et bleus

À la faculté de médecine vétérinaire de l'Université de Liège, 15 % des étudiants se disent victimes de discrimination dans leur faculté simplement en raison du fait qu'ils ont refusé d'être baptisés.

### Facultés catholiques
Dans les facultés catholiques, un passage de calotte (corona) peut se faire après le baptême, il existe cependant deux grosses exceptions au sein de UcLouvain Mons anciennement FUCaM. En effet les étudiants y portent, une fois leurs bleusailles et leurs bâpteme terminé, non pas une Calotte mais une Penne consulaire. À l'Uclouvain, la corona ne peut être généralement envisagée qu'à partir de la deuxième année de l'étudiant sur le site universitaire (excepté pour le roi des bleus même si cette exception tend à ce raréfier au fil des années ). De plus, toujours pour l'UCL, ce passage de calotte est (officiellement) découplé du baptême (pour peu que le prétendant; impétrant se soit suffisamment investi dans l'association où il désire la passer).
À Bruxelles, à Namur et à Tournai le passage de calotte a généralement lieu la même année que le baptême (CEMA, ILMH, Université Saint-Louis - Bruxelles (anciennement FUSL), UNamur (anciennement FUNDP), ESIT, etc.).

## Thèmes récurrents
Des thèmes récurrents traversent les activités de baptême :
- connaître ses limites physiques et psychologiques pour les vaincre (le froid, l'ébriété, le dégoût...) ;
- la bière, dans son utilisation récurrente (À-fond) ;
- la fraternité étudiante, (la force du groupe, la solidarité, la reconnaissance mutuelle) ;
- l'histoire et la culture de l'université, institut, faculté et ville ;
- le passage de l'adolescence protégée à l'autonomie ;
- les chants estudiantins.

## Controverses et dérives
Le caractère fermé des activités, l'incommunicabilité des expériences vécues, ainsi que l'attitude parfois condescendante de "ceux qui savent" sont propices à la désinformation. Il existe donc de nombreuses rumeurs au sujet du baptême, quelle que soit la faculté concernée. De nombreuses discussions publiques, politiques ou dans les universités apparaissent chaque année dans les périodes de baptême engendrant des réactions des étudiants concernés.
Nombreux sont ceux qui pensent que les étudiants baptisés font une forte séparation entre les baptisés et les non-baptisés. En réalité, cela dépend des cercles. En effet, si dans certains cercles, les non-baptisés (appelés "chroniques" ou "fossiles") sont toujours les bienvenus, d'autres cercles maintiennent la fermeture des guindailles aux non-baptisés.
Pour les opposants au baptême, celui-ci est l'occasion de nombreuses humiliations des bleus de la part de leurs aînés. L'obligation (souvent tacite) de s'enivrer et le non-respect de la dignité humaine sont souvent pointés du doigt,,. Certains débordements survenus lors de baptêmes sont fréquemment utilisés comme argument par les opposants au folklore estudiantin  ; le relatif secret entourant les activités implique la question « Si le baptême est parfaitement correct, pourquoi ce secret ?  »
L'influence que peut avoir le baptême sur la poursuite des études est aussi dénoncée : comment peut-on entamer correctement des études universitaires par environ trois semaines d'activités fatigantes moralement et physiquement (au rythme de deux activités par semaine) , empêchant le bleu de suivre normalement les cours.
Deux étudiants sont morts à la suite d’une chute provoquée par un taux important d’alcoolémie en 1997 et 1998. En 2010, une bleuette tombe dans le coma à Louvain-la-Neuve. En 2012, un étudiant déguisé en femme est violé lors d’un baptême à HUBrussels. En 2013, une étudiante tombe dans le coma à l’ULiège après avoir ingéré une grosse quantité d’eau et un étudiant se noie à l’UCLouvain après une guindaille. En novembre 2018, un étudiant décède d’un arrêt cardiaque lors d’un “rallye des parrains” à Liège. Deux mois plus tard, un étudiant perd la vie lors d’un baptême à Leuven. La mort de l'étudiant Sanda Dia en 2018 lors de l'un des baptêmes d'initiation des recrues fait l'objet d'une enquête,. La police et la justice ont rouvert le dossier et les 18 membres de la confrérie REUZEGOM font l'objet d'une enquête.
En septembre 2021, deux étudiantes ont été hospitalisées en deux jours, l’UCLouvain a pris la décision de suspendre les activités liées à l’animation estudiantine. En octobre 2021, des étudiants nus ont été filmés mimant des actes sexuels au beau milieu du campus de l’ULB,. Le 31 octobre 2021, Antonin Deneffe, étudiant de 19 ans, décède lors d’une soirée étudiante organisée en région namuroise.
Toujours en 2021, 15 mois avec sursis ont été requis contre le président du comité de baptême de la Maison des athlètes francophones (MAF), le cercle des étudiants en kiné et éducation physique de l’UCLouvain Les faits qui ont été dénoncés à la justice concernent notamment des crachats dans la bouche des bleus, le fait de leur demander de manger du vomi et celui des autres, de se gifler avec du fumier ou de la mayonnaise, de transvaser de bouche en bouche le contenu d’une bouteille de vomi, de devoir ingurgiter des quantités importantes de pâtée pour chien ou d’asticots vivants ; ces pratiques ont entraîné des problèmes de santé chez plusieurs participants à ces baptêmes. Des faits d’attentats à la pudeur ont également été dénoncés concernant notamment l’introduction entre les fesses des bleus de fricadelles avec de la moutarde..